# Ballbusting

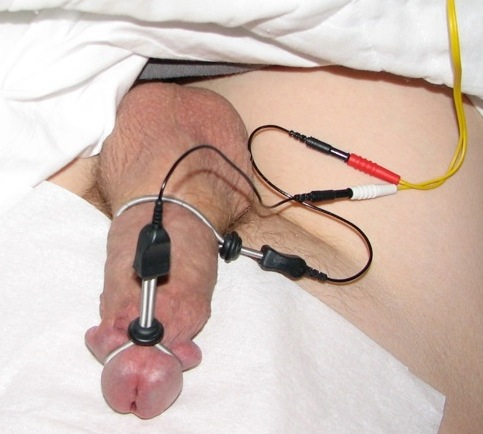
Elektrostimulace penisu

Ballbusting (také CBT, z anglického cock and ball torture, mučení ptáka a koulí) je praktika BDSM (řazená pod malesub / femdom), při které je muži způsobována bolest genitálií. Metod způsobování bolesti je mnoho, například wax play (lití horkého vosku), bití do genitálií, kopání do varlat, bondage genitálií, hrátky s močovou trubicí (urethral play), electroplay nebo prosté lechtání. Při ballbustingu mohou být užívány erotické pomůcky, například pás cudnosti, svěrák a podobně.

## Nástroje a praktiky
Podobně jako u mnoha dalších sexuálních aktivit, tak při CBT můžete používat sexuální hračky a nástroje pro zjednodušení inflikování bolesti penisu a varlat, nebo pro účely předehry.

### Natahovač varlat
Natahovač varlat je sexuální hračka, která se používá pro natažení šourku a poskytnutí pocitu tíhy, táhnoucí varlata k zemi od těla. Toto může být velice příjemné pro nositele této sexuální hračky, jelikož orgazmus je mnohem více intenzivní, kvůli varlatům, kterým je zabráněn pohyb vzhůru. Natahovač varlat může být potenciálně škodlivý pro nositele - pokud je utažen příliš těsně, může se narušit oběh krve ve varlatech.
Zatímco kožené natahovače varlat jsou nejběžnější, jiné modely se skládají ze sortimentu ocelových kroužků, na které se připevňují šrouby, což způsobuje další, ale jen mírně nepříjemnou těžší váhu varlat nositele. Délka nosítek se může pohybovat od 3 do 10 cm. Nebezpečnější typ natahovačů koulí lze vyrobit doma jednoduše tak, že si lanem nebo šňůrkou obtočíte šourek, až se nakonec natáhne na požadovanou délku.

### Drtič varlat
Drtič varlat je zařízení vyrobené buď z kovu, nebo často z čirého akrylu, které pomalu stlačuje varlata otáčením matice nebo šroubu. Jak pevně je upnuto, závisí na nositeli. Drtič varlat je často kombinován se sexuální praktikou BDSM, a to buď s partnerem, nebo sám.

### Padák
Padák je malý límec, obvykle vyrobený z kůže, který se upevňuje kolem šourku a ze kterého lze zavěsit závaží. Má kuželovitý tvar, pod ním visí tři nebo čtyři krátké řetězy, na které lze připevnit závaží.
Padák, který se používá jako součást CBT v rámci vztahu BDSM, poskytuje konstantní odpor a tlak na varlata. Mírné hmotnosti 3–5 kg lze zavěsit, zejména při BDSM, i když se občas používají mnohem těžší závaží. Menší závaží lze použít, když se muž, který jej nosí, může volně pohybovat; houpavý účinek váhy může omezit náhlé pohyby a také poskytnout vizuální stimul dominantnímu partnerovi

### Skromňáček
Skromňáček (Humbler) je BDSM fyzické zařízení používané k omezení pohybu submisivního mužského účastníka na BDSM scéně.
Skromňáček se skládá z manžetového zařízení na varlata, které se upíná kolem spodní části šourku, namontovaného ve středu tyče, která prochází za stehny u spodní části hýždí. To nutí nositele držet nohy složené dopředu, protože jakýkoli pokus o narovnání nohou dokonce mírně přitáhne šourek, což způsobí cokoli od značného nepohodlí až po extrémní bolest.

### Manžeta varlat
Manžeta varlat je prstencová pomůcka kolem šourku mezi tělem a varlaty, která když je uzavřena, nedovolí varlatům sklouznout skrz ni. Běžný typ má dvě spojené manžety, jednu kolem šourku a druhou kolem spodní části penisu. Jsou jen jedním z mnoha zařízení k omezení mužských genitálií. Standardní visací zámek, který nelze odstranit bez jeho klíče, může být také uzamčen kolem šourku.
Někteří pasivní muži mají pocit „vlastnictví“, zatímco dominantní jedinci mají pocit „vlastnictví“ svých partnerů. Požadavek, aby takový muž nosil manžety na varlata, symbolizuje, že jeho pohlavní orgány patří jeho partnerovi, kterou může být muž nebo žena. Jde o úroveň ponížení, při které shledávají sexuální vzrušení. Manžety mohou dokonce tvořit součást sexuálního fetišu nositele nebo jeho partnera.
Jedná se však o extrémní použití manžet na varlata. Konvenčněji zařízení stahuje varlata a udržuje je tam během stimulace, což má řadu výhod:
- Díky manžetám vypadá penis delší. Taháním varlat dolů a od kořenu penisu se pokožka natahuje přes kořen penisu a stydké kosti, čímž se odhalí dalších pár cm hřídele penisu, který je za normálních okolností skrytý.

- Zlepšení sexuálního vzrušení.

- Zabránění zvedání varlat tak daleko, že se uvíznou pod kůží bezprostředně přiléhající k spodní části penisu, což je stav, který může být velmi nepříjemný, zvláště pokud jsou varlata při pohlavním styku zmáčknuta splácnutím kůže.

- Zpoždění nebo zesílení ejakulace zabráněním normálního stoupání varlat do „bodu, odkud není návratu“. Je mnohem těžší dosáhnout orgasmu.

### Postroj penisu
Postroj je penilní sexuální hračka určená k vázání penisu a šourku. Jeho funkce je podobná funkci erekčního kroužku. Tato zařízení jsou často spojována s aktivitami BDSM. The Gates of Hell je mužské cudné zařízení složené z několika erekčních kroužků, které lze použít pro CBT. Kali's Teeth je kovový náramek s vnitřními hroty, které se uzavírají kolem penisu a lze je použít k prevenci nebo potrestání erekce.

### Ballbusting
Ballbusting je praxe kopání nebo poklekávání na mužská varlata. To s sebou nese několik lékařských rizik, včetně nebezpečí prasknutí varlat.

### CBT v Japonsku
Tamakeri (玉 蹴 り) (doslovně „kop míče") je sexuální fetiš a subžánr BDSM, při kterém jsou zneužívána mužská varlata. Žánr je také označován jako ballbusting (zkráceně „bb“). Tamakeri je japonský výraz, ale mnoho Japonců ho používá k popisu médií, kde se ho účastní Asiaté - hlavně ženy. Dynamika tamakeri spočívá v masochistovi, kterému sadik poškodil varlata. Fetiš je populární mezi heterosexuálními a homosexuálními muži a ženami.
Denkianma (電 気 按摩) (doslovně „elektrická masáž“) je populární japonský žert, který se hraje mezi dvěma lidmi, kdy jedna osoba vloží nohu do oblasti genitálií druhé a třese ji vibrujícím pohybem. Často se to děje tak, že druhou osobu popadnete za nohy, zvednete a pak si uložíte vlastní nohu na rozkrok a vibrujete. To se často děje mezi chlapci ve školním věku jako žert podobné kancho. Západní populace by je mohlo vnímat jako typ šikany.